# 熊野神社 (船橋市)
熊野神社（くまのじんじゃ）は、千葉県船橋市にある神社である（由来については熊野神社を参照）。旧社格は村社。

## 祭神
- 家津御子大神

## 概要
古作の鎮守。社殿配置は南東向き。現在の社は昭和52年（1977年）10月29日に2年前の不審火で焼失した社を修復し、和歌山県の熊野本宮大社より、祭神の家津御子大神を遷座した。境内のタブノキは船橋・名木十選の1つに選ばれている。